# علی‌آباد عسگرخان
علی آبادعسگرخان، روستایی است از توابع بخش مرکزی شهرستان نوشهر در استان مازندران ایران. مردم علی آبادعسگرخان از قومیت طبری هستند. مردم علی آبادعسگرخان به زبان طبری با گویش کجوری سخن می‌گویند.
علیﺁﺑﺎﺩﻋﺴﮕﺮﺧﺎﻥ ﯾﮑﯽ ﺍﺯ ﺭﻭﺳﺘﺎﻫﺎﯼ ﺯﯾﺒﺎﯼ ﻏﺮﺏ ﺍﺳﺘﺎﻥ ﺍﺳﺖ ﮐﻪ ﺩﺭ ﻧﻮﺍﺭ ﻣﺮﺯﯼ ﺩﺭﯾﺎ ﻭ ﻣﻨﻄﻘﻪ ﺟﻨﮕﻠﯽ ﭼﺸﻢﺍﻧﺪﺍﺯ ﺯﯾﺒﺎﯾﯽ ﺩﺍﺭﺩ . ﺍﯾﻦ ﺭﻭﺳﺘﺎ ﺍﺯ ﺭﻭﺳﺘﺎﻫﺎﯼ ﺑﺨﺶ ﻣﺮﮐﺰﯼ ﺷﻬﺮﺳﺘﺎﻥ ﻧﻮﺷﻬﺮ ﺍﺳﺖ ﮐﻪ ﺩﺭ 25 ﮐﯿﻠﻮﻣﺘﺮﯼ ﺍﯾﻦ ﺷﻬﺮﺳﺘﺎﻥ ﻗﺮﺍﺭ ﺩﺍﺭﺩ .
ﻭﺟﻮﺩ ﺭﺷﺘﻪﮐﻮﻩﻫﺎﯼ ﺍﻟﺒﺮﺯ ﻭ ﺍﺷﺮﺍﻑ ﺁﻥ ﺑﻪ ﺍﯾﻦ ﺭﻭﺳﺘﺎ ﺩﺭ ﻗﺴﻤﺖ ﺟﻨﻮﺑﯽ ﻭ ﻗﺮﺍﺭ ﮔﺮﻓﺘﻦ ﺩﺭ ﻓﺎﺻﻠﻪ ناچیز ﺩﺭﯾﺎﯼ ﺯﯾﺒﺎﯼ ﻣﺎﺯﻧﺪﺭﺍﻥ ﺍﯾﻦ ﺭﻭﺳﺘﺎ ﺭﺍ ﺑﻪ ﯾﮑﯽ ﺍﺯ ﺭﻭﺳﺘﺎﻫﺎﯼ ﺑﺰﺭﮒ ﺗﻮﺭﯾﺴﺘﯽ ﻣﻨﻄﻘﻪ ﺗﺒﺪﯾﻞ ﮐﺮﺩﻩ ﺍﺳﺖ .
ﺗﺎ ﺳﺎﻝﻫﺎﯼ ﺍﺧﯿﺮ ﺷﻐﻞ ﻏﺎﻟﺐ ﺭﻭﺳﺘﺎﯾﯿﺎﻥ ﮐﺸﺎﻭﺭﺯﯼ ﻭ ﺩﺍﻣﭙﺮﻭﺭﯼ ﺑﻮﺩ . ﺍﻣﺎ ﺑﻪ ﺩﻟﯿﻞ ﺍﻫﻤﯿﺖ ﻧﺪﺍﺩﻥ ﺑﻪ ﮐﺸﺎﻭﺭﺯﯼ ﻭ ﮐﻬﻨﺴﺎﻟﯽ ﮐﺸﺎﻭﺭﺯﺍﻥ ﻭ ﺑﯽﻋﻼﻗﮕﯽ ﺟﻮﺍﻧﺎﻥ ﺑﻪ ﺍﻣﺮ ﮐﺸﺎﻭﺭﺯﯼ ﺑﻪ ﺩﻟﯿﻞ ﻧﺎﮐﺎﻓﯽ ﺑﻮﺩﻥ ﺩﺭ ﺁﻣﺪ ﻭ ﻧﺒﻮﺩ ﺗﺴﻬﯿﻼﺕ ﺩﻭﻟﺘﯽ ﺩﺭ ﺍﯾﻦ ﺯﻣﯿﻨﻪ ﺑﺨﺶ ﻗﺎﺑﻞ ﺗﻮﺟﻬﯽ ﺍﺯ ﺯﻣﯿﻦﻫﺎﯼ ﮐﺸﺎﻭﺭﺯﯼ ﻣﻨﻄﻘﻪ ﺗﺒﺪﯾﻞ ﺑﻪ ﺷﻬﺮﮎﻫﺎ ﻭ ﻣﺠﺘﻤﻊﻫﺎﯼ ﺍﻗﺎﻣﺘﯽ ﻭ ﺗﻔﺮﯾﺤﯽ ﺷﺪ، ﺑﻪ ﻫﻤﯿﻦ ﺩﻟﯿﻞ ﺷﻐﻞﻫﺎﯼ ﻣﺨﺘﻠﻒ ﻣﺮﺗﺒﻂ ﺑﺎ ﺻﻨﻌﺖ ﺳﺎﺧﺘﻤﺎﻥ ﺩﺭ ﺍﯾﻦ ﺭﻭﺳﺘﺎ ﻣﺎﻧﻨﺪ ﺳﺎﯾﺮ ﺭﻭﺳﺘﺎﻫﺎﯼ ﺍﻃﺮﺍﻑ ﺁﻥ، ﻃﯽ ﺳﺎﻝﻫﺎﯼ ﺍﺧﯿﺮ ﺭﻭﺍﺝ ﺑﯿﺸﺘﺮﯼ ﯾﺎﻓﺖ .
ﻋﻠﯽﺁﺑﺎﺩ ﻋﺴﮕﺮﺧﺎﻥ  ﺍﺯ ﺍﻣﮑﺎﻧﺎﺗﯽ ﻣﺎﻧﻨﺪ ﺁﺏ، ﺑﺮﻕ، ﮔﺎﺯ، ﺗﻠﻔﻦ، ﻣﺴﺠﺪ، ﺧﺎﻧﻪ ﻋﺎﻟﻢ، ﻣﺪﺭﺳﻪ ﺍﺑﺘﺪﺍﯾﯽ ﻭ ﺭﺍﻫﻨﻤﺎﯾﯽ ﻭ ﺳﺎﻟﻦ ﻭﺭﺯﺷﯽ،کتابخانه ﺑﻬﺮﻩﻣﻨﺪ ﺍﺳﺖ. 
چهارده ﺷﻬﯿﺪ ﺳﺮﺍﻓﺮﺍﺯ ﺭﻭﺳﺘﺎﯼ ﻋﻠﯽﺁﺑﺎﺩﻋﺴﮕﺮﺧﺎﻥ عبارت اند از:شهید ﺭﺑﯿﻊ ﺭﺑﯿﻊﻧﯿﺎ،شهید ﺷﻤﺴﻌﻠﯽ ﻓﺮﺳﯿﺎﻥ،شهید ﮐﺎﻇﻢ ﮐﺎﻇﻤﯽ، شهید ﺣﻤﺰﻩ ﺧﺰﺍﺋﯽ،شهید ﻇﻔﺮ ﻇﻔﺮﻣﻨﺪ،شهید ﺟﻤﺸﯿﺪ ﺧﺰﺍﺋﯽ، شهید ﻋﻠﯽ ﻧﻮﺭﯼ، شهید ﻧﺎﺩﺭ ﻧﻮﺭﻭﺯﯼ، شهید ﯾﺰﺩﺍﻥ ﻭﺍﻋﻈﯽ، شهید ﺗﻘﯽ ﭘﺲ ﻗﻠﻌﻪﺍﯼ، شهید ﻧﻮﺭﻭﺯ ﻧﻮﺭﻭﺯﯼ، شهید ﻣﺤﺮﻣﻌﻠﯽ ﺧﻮﺍﺟﻮﻧﺪ، شهید ﺣﺒﯿﺐﺍﻟﻪ ﺧﺰﺍﺋﯽ، شهید ﻋﺒﺎﺱ ﮐﺎﻇﻤﯽ.

## جمعیت
این روستا در دهستان بلده کجور قرار دارد و براساس سرشماری مرکز آمار ایران در سال ۱۳۸۵، جمعیت آن ۱۶۸۰ نفر (۴۵۸خانوار) بوده‌است. مردم علی آبادعسگرخان از قومیت طبری هستند. مردم علی آبادعسگرخان به زبان طبری با گویش کجوری سخن می‌گویند.